# T-критерий Уэлча
t-критерий Уэлча — тест, основанный на распределении Стьюдента и предназначенный для проверки статистической гипотезы о равенстве математических ожиданий случайных величин, имеющих необязательно равные известные дисперсии. Является модификацией t-критерия Стьюдента. Назван в честь британского статистика Бернарда Льюиса Уэлча.

## Предпосылки
Для применения двухвыборочного t-критерия Стьюдента необходимо, чтобы истинные дисперсии были равны. В случае t-критерия Уэлча истинные дисперсии уже могут быть не равны, но предпосылка о нормальном распределении средних сохраняется.

## Вычисление статистики
Пусть даны две независимые выборки нормально распределённых случайных величин:
{\displaystyle X_{1},...,X_{n_{x}}\sim {\mathcal {N}}(\mu _{x},\sigma _{x}^{2})}
{\displaystyle Y_{1},...,Y_{n_{y}}\sim {\mathcal {N}}(\mu _{y},\sigma _{y}^{2})}
Проверяем следующую нулевую гипотезу о равенстве математический ожиданий:
{\displaystyle H_{0}:\mu _{x}=\mu _{y}}
Пусть нулевая гипотеза верна. Тогда {\displaystyle E({\overline {X}}-{\overline {Y}})=0} и {\displaystyle Var({\overline {X}}-{\overline {Y}})={\dfrac {\sigma _{x}^{2}}{n_{x}}}+{\dfrac {\sigma _{y}^{2}}{n_{y}}}}. Пусть {\displaystyle {\hat {\sigma }}_{x}^{2}=\sum _{i=1}^{n_{x}}{\dfrac {(X_{i}-{\overline {X}})^{2}}{n_{x}-1}}} и {\displaystyle {\hat {\sigma }}_{y}^{2}=\sum _{i=1}^{n_{y}}{\dfrac {(Y_{i}-{\overline {Y}})^{2}}{n_{y}-1}}} — несмещенные оценки дисперсий {\displaystyle \sigma _{x}^{2}} и {\displaystyle \sigma _{y}^{2}} соответственно. Рассчитаем следующую статистику:
{\displaystyle t={\dfrac {{\bar {X}}-{\bar {Y}}}{\sqrt {{\widehat {Var}}({\bar {X}}-{\bar {Y}})}}}={\dfrac {{\bar {X}}-{\bar {Y}}}{\sqrt {{\widehat {Var}}({\bar {X}})+{\widehat {Var}}({\bar {Y}})}}}={\dfrac {{\bar {X}}-{\bar {Y}}}{\sqrt {{\dfrac {{\hat {\sigma }}_{x}^{2}}{n_{x}}}+{\dfrac {{\hat {\sigma }}_{y}^{2}}{n_{y}}}}}}}
Сделаем следующее преобразование:
{\displaystyle t={\dfrac {{\bar {X}}-{\bar {Y}}}{\sqrt {{\dfrac {{\hat {\sigma }}_{x}^{2}}{n_{x}}}+{\dfrac {{\hat {\sigma }}_{y}^{2}}{n_{y}}}}}}={\dfrac {{\bar {X}}-{\bar {Y}}}{\sqrt {{\dfrac {\sigma _{x}^{2}}{n_{x}}}+{\dfrac {\sigma _{y}^{2}}{n_{y}}}}}}\cdot {\dfrac {\sqrt {{\dfrac {\sigma _{x}^{2}}{n_{x}}}+{\dfrac {\sigma _{y}^{2}}{n_{y}}}}}{\sqrt {{\dfrac {{\hat {\sigma }}_{x}^{2}}{n_{x}}}+{\dfrac {{\hat {\sigma }}_{y}^{2}}{n_{y}}}}}}}
Распределение первой статистики является стандартным нормальным распределением:
{\displaystyle {\dfrac {{\bar {X}}-{\bar {Y}}}{\sqrt {{\dfrac {\sigma _{x}^{2}}{n_{x}}}+{\dfrac {\sigma _{y}^{2}}{n_{y}}}}}}\sim {\mathcal {N}}(0,1)}
Рассмотрим вторую статистику и для дальнейших вычислений назовем её {\displaystyle S}:
{\displaystyle S={\dfrac {{\dfrac {\sigma _{x}^{2}}{n_{x}}}+{\dfrac {\sigma _{y}^{2}}{n_{y}}}}{{\dfrac {{\hat {\sigma }}_{x}^{2}}{n_{x}}}+{\dfrac {{\hat {\sigma }}_{y}^{2}}{n_{y}}}}}}
Статистика {\displaystyle S} напоминает случайную величину с распределением хи-квадрат, поделенную на степень свободы, но таковой не является. Пусть {\displaystyle Z\sim \chi _{d}^{2}} является случайной величиной с распределением хи-квадрат с {\displaystyle d} степенями свободы. Тогда {\displaystyle {\dfrac {Z}{d}}\geqslant 0}, равно как и {\displaystyle S\geqslant 0}. Теперь заметим, что {\displaystyle E(S)=1} (так как мы используем несмещенные оценки дисперсий), а {\displaystyle E\left({\dfrac {Z}{d}}\right)={\dfrac {E(Z)}{d}}={\dfrac {d}{d}}=1}.
Раз мы хотим, чтобы {\displaystyle S} была максимально похожа на {\displaystyle {\dfrac {Z}{d}}\sim {\dfrac {\chi _{d}^{2}}{d}}}, то приравняем дисперсии данных случайных величин:
{\displaystyle Var(S)=Var\left({\dfrac {Z}{d}}\right)={\dfrac {2}{d}}}
Рассчитаем дисперсию случайной величины {\displaystyle S}:
{\displaystyle Var(S)={\dfrac {1}{\left({\dfrac {\sigma _{x}^{2}}{n_{x}}}+{\dfrac {\sigma _{y}^{2}}{n_{y}}}\right)^{2}}}\left({\dfrac {1}{n_{x}^{2}}}Var({\hat {\sigma }}_{x}^{2})+{\dfrac {1}{n_{y}^{2}}}Var({\hat {\sigma }}_{y}^{2})\right)={\dfrac {1}{\left({\dfrac {\sigma _{x}^{2}}{n_{x}}}+{\dfrac {\sigma _{y}^{2}}{n_{y}}}\right)^{2}}}\left({\dfrac {2(\sigma _{x}^{2})^{2}}{n_{x}^{2}(n_{x}-1)}}+{\dfrac {2(\sigma _{y}^{2})^{2}}{n_{y}^{2}(n_{y}-1)}}\right)={\dfrac {2}{d}}}
Отсюда:
{\displaystyle d={\dfrac {\left({\dfrac {\sigma _{x}^{2}}{n_{x}}}+{\dfrac {\sigma _{y}^{2}}{n_{y}}}\right)^{2}}{{\dfrac {\sigma _{x}^{4}}{n_{x}^{2}(n_{x}-1)}}+{\dfrac {\sigma _{y}^{4}}{n_{y}^{2}(n_{y}-1)}}}}}
В конечном итоге имеем при справедливости нулевой гипотезы:
{\displaystyle t{\stackrel {approx.}{\sim }}t_{d}},
	  где {\displaystyle d} находится как:
{\displaystyle d={\dfrac {\left({\dfrac {\sigma _{x}^{2}}{n_{x}}}+{\dfrac {\sigma _{y}^{2}}{n_{y}}}\right)^{2}}{{\dfrac {\sigma _{x}^{4}}{n_{x}^{2}(n_{x}-1)}}+{\dfrac {\sigma _{y}^{4}}{n_{y}^{2}(n_{y}-1)}}}}}
При достаточно больших объёмах выборок мы можем воспользоваться нормальной аппроксимацией:
{\displaystyle t={\dfrac {{\bar {X}}-{\bar {Y}}}{\sqrt {{\dfrac {{\hat {\sigma }}_{x}^{2}}{n_{x}}}+{\dfrac {{\hat {\sigma }}_{y}^{2}}{n_{y}}}}}}{\xrightarrow[{n_{x},n_{y}\rightarrow \infty }]{}}{\mathcal {N}}(0,1)}

## Двухвыборочный t-критерий Уэлча для независимых выборок
Пусть даны две независимые выборки нормально распределённых случайных величин:
{\displaystyle X_{1},...,X_{n_{x}}\sim {\mathcal {N}}(\mu _{x},\sigma _{x}^{2})}
{\displaystyle Y_{1},...,Y_{n_{y}}\sim {\mathcal {N}}(\mu _{y},\sigma _{y}^{2})}
При нулевой гипотезе {\displaystyle H_{0}:\mu _{x}=\mu _{y}} мы рассчитываем следующую статистику:
{\displaystyle t={\dfrac {{\bar {X}}-{\bar {Y}}}{\sqrt {{\dfrac {{\hat {\sigma }}_{x}^{2}}{n_{x}}}+{\dfrac {{\hat {\sigma }}_{y}^{2}}{n_{y}}}}}}}
Пусть альтернативная гипотеза {\displaystyle H_{1}:\mu _{x}\neq \mu _{y}}.
При справедливости нулевой гипотезы распределение {\displaystyle t} будет приблизительно являться распределением Стьюдента с {\displaystyle d} степенями свободы:
{\displaystyle t{\stackrel {approx.}{\sim }}t_{d}},
	  где {\displaystyle d} находится как:
{\displaystyle d={\dfrac {\left({\dfrac {\sigma _{x}^{2}}{n_{x}}}+{\dfrac {\sigma _{y}^{2}}{n_{y}}}\right)^{2}}{{\dfrac {\sigma _{x}^{4}}{n_{x}^{2}(n_{x}-1)}}+{\dfrac {\sigma _{y}^{4}}{n_{y}^{2}(n_{y}-1)}}}}}
Следовательно, при превышении значения наблюдаемой статистики по абсолютной величине критического значения данного распределения (при заданном уровне значимости) нулевая гипотеза отвергается.

## Пример
В следующих примерах будем сравнивать t-критерий Стьюдента и t-критерий Уэлча. Выборки сгенерированы модулем numpy.random для языка программирования Python.
Для всех трех примеров математические ожидания будут равны {\displaystyle \mu _{x}=20} и {\displaystyle \mu _{y}=22} соответственно.
В первом примере истинные дисперсии равны ({\displaystyle \sigma _{x}^{2}=\sigma _{y}^{2}=4}) и объёмы выборок равны ({\displaystyle n_{x}=n_{y}=15}). Обозначим за {\displaystyle S_{X}} и {\displaystyle S_{Y}} как соответствующие случайные выборки:
{\displaystyle {\begin{aligned}S_{X}&=\{19.17,21.41,23.83,15.72,21.44,20.93,21.53,21.76,21.62,18.11,19.74,18.74,17.12,21.30,21.97\}\\S_{Y}&=\{19.71,22.77,22.85,26.21,21.60,21.50,25.43,21.45,24.69,22.69,20.21,26.24,21.43,22.49,20.76\}\end{aligned}}}
Во втором примере истинные дисперсии неравны ({\displaystyle \sigma _{x}^{2}=16}, {\displaystyle \sigma _{y}^{2}=1}) и неравные объёмы у выборок ({\displaystyle n_{x}=10},{\displaystyle n_{y}=20}). У меньшей выборки большая дисперсия:
{\displaystyle {\begin{aligned}S_{X}&=\{18.33,22.82,27.66,11.43,22.88,21.87,23.07,23.53,23.24,16.21\}\\S_{Y}&=\{21.87,21.37,20.56,22.65,22.98,20.86,22.39,22.43,24.11,21.80,21.75,23.71,21.73,23.35,22.34,21.10,24.12,21.71,22.24,21.38\}\end{aligned}}}
В третьем примере истинные дисперсии неравны ({\displaystyle \sigma _{x}^{2}=1}, {\displaystyle \sigma _{y}^{2}=16}) и неравные объёмы у выборок ({\displaystyle n_{x}=10},{\displaystyle n_{y}=20}). У большей выборки большая дисперсия:
{\displaystyle {\begin{aligned}S_{X}&=\{19.58,20.71,21.92,17.86,20.72,20.47,20.77,20.88,20.81,19.05\}\\S_{Y}&=\{21.48,19.48,16.25,24.61,25.94,17.42,23.55,23.71,30.43,21.21,21.01,28.86,20.91,27.39,23.37,18.42,30.47,20.86,22.97,19.52\}\end{aligned}}}
|        | Выборка {\displaystyle S_{X}} | Выборка {\displaystyle S_{X}}   | Выборка {\displaystyle S_{X}}            | Выборка {\displaystyle S_{Y}} | Выборка {\displaystyle S_{Y}}   | Выборка {\displaystyle S_{Y}}            | t-критерий Стьюдента | t-критерий Стьюдента | t-критерий Стьюдента    | t-критерий Стьюдента                     | t-критерий Уэлча  | t-критерий Уэлча  | t-критерий Уэлча        | t-критерий Уэлча                         |
| Пример | {\displaystyle n_{x}}         | {\displaystyle {\overline {X}}} | {\displaystyle {\hat {\sigma }}_{x}^{2}} | {\displaystyle n_{y}}         | {\displaystyle {\overline {Y}}} | {\displaystyle {\hat {\sigma }}_{y}^{2}} | {\displaystyle t}    | {\displaystyle d}    | {\displaystyle p}-value | {\displaystyle p_{\mathrm {sim} }}-value | {\displaystyle t} | {\displaystyle d} | {\displaystyle p}-value | {\displaystyle p_{\mathrm {sim} }}-value |
| ------ | ----------------------------- | ------------------------------- | ---------------------------------------- | ----------------------------- | ------------------------------- | ---------------------------------------- | -------------------- | -------------------- | ----------------------- | ---------------------------------------- | ----------------- | ----------------- | ----------------------- | ---------------------------------------- |
| 1      | 15                            | 20.29                           | 4.61                                     | 15                            | 22.67                           | 4.35                                     | -3.07                | 28                   | 0.005                   | 0.005                                    | −3.07             | 28.0              | 0.005                   | 0.004                                    |
| 2      | 10                            | 21.10                           | 21.01                                    | 20                            | 22.22                           | 1.04                                     | −1.06                | 28                   | 0.299                   | 0.465                                    | −0.76             | 9.57              | 0.464                   | 0.459                                    |
| 3      | 10                            | 20.27                           | 1.31                                     | 20                            | 22.89                           | 16.69                                    | −1.97                | 28                   | 0.059                   | 0.015                                    | −2.66             | 23.28             | 0.014                   | 0.018                                    |

Для равных дисперсий и равных объёмов выборок t-критерий Стьюдента и t-критерий Уэлча выдали примерно одинаковый результат (пример 1). Для неравных дисперсий t-критерий Уэлча точнее оценивает истинное распределение статистики, чем t-критерий Стьюдента ({\displaystyle p}-value для t-критерия Уэлча ближе к моделированной {\displaystyle p_{\mathrm {sim} }}-value, чем для t-критерия Стьюдента).
Если неизвестно, равны ли дисперсии двух генеральных совокупностей, крайне не рекомендуется проводить пре-тесты для определения равенства дисперсий, а лучше сразу использовать t-критерий Уэлча.

## Реализация в различных ПО
| Язык программирования / ПО       | Функция                                                                   | Примечание |
| -------------------------------- | ------------------------------------------------------------------------- | ---------- |
| LibreOffice                      | TTEST(Data1; Data2; Mode; Type)                                           | Подробнее  |
| MATLAB                           | ttest2(data1, data2, 'Vartype', 'unequal')                                | Подробнее  |
| Microsoft Excel до 2010          | TTEST(array1, array2, tails, type)                                        | Подробнее  |
| Microsoft Excel 2010 and позднее | T.TEST(array1, array2, tails, type) или ТТЕСТ(массив1;массив2;хвосты;тип) | Подробнее  |
| Python                           | scipy.stats.ttest_ind(a, b, equal_var=False)                              | Подробнее  |
| R                                | t.test(data1, data2, alternative="two.sided", var.equal=FALSE)            | Подробнее  |
| Haskell                          | Statistics.Test.StudentT.welchTTest SamplesDiffer data1 data2             | Подробнее  |
| Julia                            | UnequalVarianceTTest(data1, data2)                                        | Подробнее  |
| Stata                            | ttest varname1 == varname2, welch                                         | Подробнее  |
| Google Sheets                    | TTEST(range1, range2, tails, type)                                        | Подробнее  |